# Giang Khẩu
Giang Khẩu (chữ Hán giản thể: 江口县 Jiāngkǒu Xiàn, âm Hán Việt: Giang Khẩu huyện) là một huyện thuộc địa cấp thị Đồng Nhân, tỉnh Quý Châu, Cộng hòa Nhân dân Trung Hoa. Phạm Tịnh Sơn chạy qua huyện này. Huyện này có diện tích 1869 ki-lô-mét vuông, dân số năm 2002 là 220.000 người. Mã số bưu chính của huyện Giang Khẩu là 554400. Huyện lỵ Giang Khẩu đóng ở trấn Song Giang. Huyện Giang Khẩu được chia thành 2 trấn (Song Giang và Mẫn Hiếu) và 7 hương dân tộc.